# ناوچه کلاس استکهلم
ناوچه کلاس استکهلم (به انگلیسی: Stockholm-class corvette) یک کلاس از کشتی است که طول آن 50m می‌باشد.